# Luc Noël
Pour les articles homonymes, voir Noël (homonymie).
Luc Noël, né le 9 mai 1959, est un journaliste belge, spécialiste du jardinage et des questions environnementales.

## Biographie
Originaire de Chaumont-Gistoux, Luc Noël a étudié la biologie à l'Université catholique de Louvain. En 1977, alors qu'il est étudiant, il cofonde l'organisation de jeunesse Jeunes et Nature. Il est pour ce faire émancipé, avec l'accord de ses parents. Il travaille également au Centre apicole de recherche et d'information, qui est fondé en 1983 au sein de l'Université catholique de Louvain.
Devenu journaliste, il fait ses premières armes à la télévision en 1986, dans Télétourisme, puis participe à la création d'un magazine mensuel de l'environnement appelé Objectif Terre, qui a été supprimé après une saison seulement. En 1995, il est employé par le Comité régional de l'Année européenne de la conservation de la nature, au poste de chargé de relations avec la presse.
En 1997, il conçoit le magazine hebdomadaire Jardins et loisirs, qu'il présente toujours aujourd'hui. Celui-ci est conçu pour La Une, mais est également diffusé sur TV5 Monde et l'était sur Télé Maison (Canalsat) avant la disparition de la chaîne. Semaine après semaine, Luc Noël propose découvertes de plantes, visites de beaux jardins, rencontres de pépiniéristes et idées pratiques via notamment la création progressive d'un véritable jardin de l'émission.
Une réplique de ce rendez-vous hebdomadaire est devenue très populaire. La rencontre avec le chroniqueur Marc Knaepen commence invariablement par « Bonjour Marc, bonjour Luc », une salutation souvent imitée qui est devenue le second nom de l'émission auprès de beaucoup de téléspectateurs. Chaque émission débute invariablement par « Bonjour à toutes, bonjour à tous ».
Luc Noël a aussi été le chroniqueur « Jardin » de l'émission Au Quotidien, également sur La Une, dès son lancement et jusqu'à sa suppression en mars 2011. Outre la présentation d'un reportage, il introduisait chaque vendredi dans le studio quantité de plantes, n'hésitant pas à apporter des arbres dans de grands pots.
En presse écrite, il a signé chaque samedi pendant de nombreuses années la page « Jardin » du quotidien La Libre Belgique. Il est également l'auteur de trois ouvrages sur le jardinage.
Luc Noël est marié depuis 1984 et père de cinq enfants. Il vit dans un petit village de l'Entre-Sambre-et-Meuse, près de la frontière française. Son jardin de 30 ares cultivé avec son épouse comporte un vaste potager.
Particularité peu connue : Luc Noël est pilote de montgolfière.

## Hommages
Une rose créée en 2010 par le pépiniériste belge Émile Foucart lui est dédiée, la rose 'Luc Noël'.